# ATP Challenger Scheveningen
Das ATP Challenger Scheveningen (offizieller Name: The Hague Open, früher „Healthcity Open“ oder „Sport1 Open“) war ein von 1993 bis 2018 jährlich stattfindendes Tennisturnier in Scheveningen, Niederlande. Es war Teil der ATP Challenger Tour und wurde im Freien auf Sand ausgetragen. Boy Westerhof hat mit drei Siegen im Doppel die meisten Titel gewonnen.

## Liste der Sieger

### Einzel
| Jahr | Sieger                     | Finalgegner        | Ergebnis             |
| ---- | -------------------------- | ------------------ | -------------------- |
| 2018 | Thiemo de Bakker           | Yannick Maden      | 6:2, 6:1             |
| 2017 | Guillermo García López (2) | Ruben Bemelmans    | 6:1, 6:73, 6:2       |
| 2016 | Robin Haase                | Adam Pavlásek      | 6:4, 6:79, 6:2       |
| 2015 | Nikolos Bassilaschwili     | Andrei Kusnezow    | 6:73, 7:64, 6:3      |
| 2014 | David Goffin               | Andreas Beck       | 6:3, 6:2             |
| 2013 | Jesse Huta Galung (2)      | Robin Haase        | 6:3, 6:72, 6:4       |
| 2012 | Jerzy Janowicz             | Matwé Middelkoop   | 6:2, 6:2             |
| 2011 | Steve Darcis               | Marsel İlhan       | 6:3, 4:6, 6:2        |
| 2010 | Denis Gremelmayr           | Thomas Schoorel    | 7:5, 6:4             |
| 2009 | Kristof Vliegen            | Albert Montañés    | 4:2 aufgg.           |
| 2008 | Jesse Huta Galung (1)      | Diego Hartfield    | 6:3, 6:4             |
| 2007 | Pablo Cuevas               | Dominik Meffert    | 6:3, 6:4             |
| 2006 | Guillermo García López (1) | Albert Montañés    | 0:6, 6:3, 6:4        |
| 2005 | Melle van Gemerden         | Kristof Vliegen    | 6:4, 6:3             |
| 2004 | Peter Wessels              | Raemon Sluiter     | 7:5, 7:67            |
| 2003 | Todd Larkham               | Diego Veronelli    | 7:64, 4:6, 6:4       |
| 2002 | Raemon Sluiter (2)         | Salvador Navarro   | 7:66, 6:73, 7:64     |
| 2001 | Raemon Sluiter (1)         | Paul-Henri Mathieu | 6:3, 6:4             |
| 2000 | Nicolas Coutelot           | Martín Rodríguez   | 6:3 aufgg.           |
| 1999 | Emilio Benfele Álvarez     | Martin Verkerk     | 6:3, 3:6, 3:2 aufgg. |
| 1998 | Younes El Aynaoui          | Martín Rodríguez   | 6:3, 6:1             |
| 1997 | Ion Moldovan               | Salvador Navarro   | 3:6, 7:5, 6:2        |
| 1996 | Dennis van Scheppingen     | Dominik Hrbatý     | 4:6, 6:3, 6:2        |
| 1995 | Jordi Arrese               | Andrei Pavel       | 6:3, 6:7, 6:4        |
| 1994 | Francisco Clavet           | Karol Kučera       | 3:6, 7:5, 6:2        |
| 1993 | Simon Youl                 | Bart Wuyts         | 7:5, 1:6, 6:4        |

### Doppel
| Jahr | Sieger                                   | Finalgegner                          | Ergebnis          |
| ---- | ---------------------------------------- | ------------------------------------ | ----------------- |
| 2018 | Ruben Gonzales Nathaniel Lammons         | Luis David Martínez Gonçalo Oliveira | 6:3, 6:78, [10:5] |
| 2017 | Sander Gillé Joran Vliegen               | Jozef Kovalík Stefanos Tsitsipas     | 6:2, 4:6, [12:10] |
| 2016 | Wesley Koolhof Matwé Middelkoop (2)      | Tallon Griekspoor Tim van Rijthoven  | 6:1, 3:6, [13:11] |
| 2015 | Ariel Behar Eduardo Dischinger           | Aslan Karazew Andrei Kusnezow        | 0:0 aufgg.        |
| 2014 | Matwé Middelkoop (1) Boy Westerhof (3)   | Martin Fischer Jesse Huta Galung     | 6:4, 3:6, [10:6]  |
| 2013 | Antal van der Duim (2) Boy Westerhof (2) | Gero Kretschmer Alexander Satschko   | 6:3, 6:3          |
| 2012 | Antal van der Duim (1) Boy Westerhof (1) | Rameez Junaid Simon Stadler          | 6:4, 5:7, [10:7]  |
| 2011 | Colin Ebelthite Adam Feeney              | Rameez Junaid Sadik Kadir            | 6:4, 6:75, [10:7] |
| 2010 | Franco Ferreiro Harsh Mankad             | Rameez Junaid Philipp Marx           | 6:4, 3:6, [10:7]  |
| 2009 | Lucas Arnold Ker Máximo González         | Thomas Schoorel Nick van der Meer    | 7:5, 6:2          |
| 2008 | Rameez Junaid Philipp Marx               | Matwé Middelkoop Melle van Gemerden  | 5:7, 6:2, [10:6]  |
| 2007 | Raemon Sluiter (2) Peter Wessels         | Rohan Bopanna Pablo Cuevas           | 7:66, 7:5         |
| 2006 | Guillermo García López Salvador Navarro  | Marc Gicquel Édouard Roger-Vasselin  | 6:4, 0:6, [11:9]  |
| 2005 | Julien Benneteau Édouard Roger-Vasselin  | Steve Darcis Kristof Vliegen         | 5:7, 7:5, 7:65    |
| 2004 | Paul Logtens Raemon Sluiter (1)          | Enzo Artoni Juan Pablo Brzezicki     | 6:2, 7:5          |
| 2003 | Fred Hemmes Edwin Kempes (2)             | Óscar Hernández Salvador Navarro     | 3:6, 6:4, 6:3     |
| 2002 | Edwin Kempes (1) Martin Verkerk          | Mariano Hood Sebastián Prieto        | 6:4, 6:4          |
| 2001 | Jordan Kerr Grant Silcock                | Brandon Coupe Tim Crichton           | 6:3, 6:4          |
| 2000 | Paul Hanley Nathan Healey                | Marcus Hilpert Thomas Strengberger   | 6:2, 1:6, 6:3     |
| 1999 | Eyal Ran (2) Tom Vanhoudt (2)            | James Greenhalgh Paul Rosner         | 6:4, 6:4          |
| 1998 | Agustín Calleri Tobias Hildebrand        | Sebastián Prieto Martín Rodríguez    | 6:2, 3:6, 6:2     |
| 1997 | Álex Calatrava Tom Vanhoudt (1)          | Raemon Sluiter Peter Wessels         | 6:7, 6:2, 7:6     |
| 1996 | Brandon Coupe Paul Rosner                | Martijn Bok Dennis van Scheppingen   | 6:1, 3:6, 6:0     |
| 1995 | Andrei Pavel Eyal Ran (1)                | Emilio Benfele Álvarez Pepe Imaz     | 6:4, 6:4          |
| 1994 | Mårten Renström Mikael Tillström         | Stephen Noteboom Tom Vanhoudt        | 3:6, 7:5, 6:3     |
| 1993 | Nils Holm Lars-Anders Wahlgren           | Jacco Eltingh Paul Haarhuis          | 6:1, 6:2          |